# 卡斯妈妈餐厅
卡斯妈妈餐厅（Mama Cass Restaurants），是一家位于尼日利亚的连锁餐厅，总部位于拉各斯州伊凱賈。

## 历史
1983年11月，夏里斯·格雷斯·奥纳博瓦莱在拉各斯州伊凱賈的艾伦大道上开设了第一家商店。第一家分店首次使用了“卡斯妈妈餐厅”（Mama Cass Cafeteria）品牌。妈妈卡斯餐厅目前拥有约14家连锁快餐店，并将其服务范围扩展到尼日利亚其他地区。除拉各斯外，其他分店位于尼日利亚其他州，包括奥贡州、埃多州、联邦首都特区以及英国。
卡斯妈妈专门提供家常的传统非洲饭菜和国际美食，以及各类特色菜，如烤制新鲜糕点、杰登斯面包片等。除连锁餐厅外，它还经营面包店和工业餐饮，并已扩展到工业食堂管理、私人活动餐饮和大批量面包生产领域。

## 相关
- 拉各斯年表（英语：Timeline of Lagos）
- 拉各斯餐厅列表（英语：List of restaurants in Lagos）